# Bothus podas
Il rombo di rena (Bothus podas Delaroche, 1809) è un pesce di mare della famiglia Bothidae.

## Distribuzione e habitat
È una specie diffusa in tutto il mar Mediterraneo e nell'Oceano Atlantico orientale tra lo stretto di Gibilterra e l'Angola. Nei mari italiani è comune ovunque.

Popola fondali di sabbia sottile tra 2 e 400 metri di profondità e si incontra frequentemente in acque molto basse.

## Descrizione
Ha il tipico aspetto appiattito dei pesci piatti con entrambi gli occhi sul lato sinistro del corpo, che è molto largo. La linea laterale ha una doppia curva nella sua parte più anteriore. La bocca è piccola e portata su un breve muso sporgente; la mandibola è più lunga della mascella. C'è un evidente dimorfismo sessuale: il maschio ha gli occhi molto distanti ed il profilo frontale piatto. Anche nella femmina comunque gli occhi non sono vicini.
 La livrea può essere color sabbia con chiazze scure irregolari e sfumate oppure più scura con macchie ocellate scure con centro chiaro, ben definite. Quest'ultima colorazione è più frequente nei maschi.

Può raggiungere la lunghezza di 40 cm ma di solito non supera i 20 cm.

## Alimentazione
Si nutre di invertebrati bentonici e piccoli pesci.

## Riproduzione
Si riproduce in primavera-estate; le uova e le larve sono pelagiche. L'occhio destro migra ad una lunghezza di circa 3 cm, quando la larva ha delle macchie rosse alla base della pinna dorsale e della pinna anale.

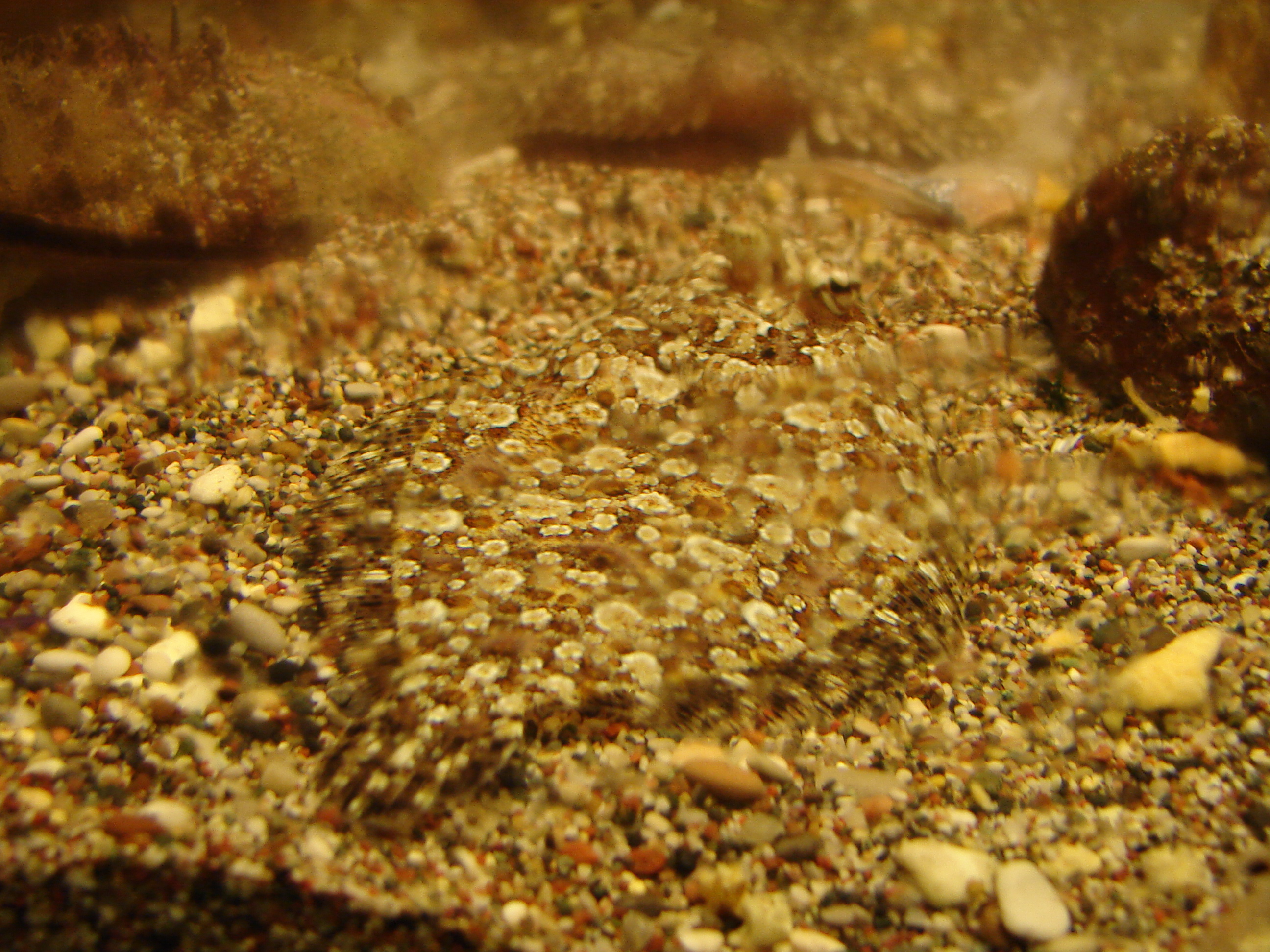
Esemplare con livrea contrastata

## Pesca
Si cattura in quantità con reti a strascico e da posta. Abbocca inoltre molto facilmente a qualsiasi esca animale ma non ha valore per le sue esigue dimensioni. Le carni sono comunque buone, soprattutto se fritte o in zuppa.